# Tichborne
Tichborne is een civil parish in het bestuurlijke gebied Winchester, in het Engelse graafschap Hampshire met 167 inwoners.